# 奇門
《奇門》，是香港科幻作家倪匡衛斯理系列中一本小説，系列編號9。描述地球上一個世代的人，經過時間變慢的太空旅行，意外來到現今的地球。此書是倪匡另一本小説《天書》的前傳。

## 故事概述

### 一柄有翼的鑰匙
一天，衛斯理去探望他的集郵狂朋友，當他駕車前往之時，一隻癩皮狗突然竄出馬路。他扭軑避開，怎知又有一車前來，兩車相撞，把路旁的郵筒撞成了兩截。意外後衛斯理沒有受傷，在吩咐圍觀的民眾報警以後，去附近的雜貨舖借電話通知他的朋友不能來。此時，兩三個頑童撞過衛斯理，遺下一封很厚的牛皮紙信封郵件，信面被撕走，顯然是頑童們從破爛的郵筒中拿走郵件，再因貪心取走郵件上的郵票。而收信人部分地址亦被撕走，衛斯理摸一摸，發現信封中是一柄有翼的鑰匙。衛斯理發現原來寄信人在信封上留有回郵地址，而且並沒有被撕走。衛斯理打算將郵件帶給寄信人。

### 價值連城的紅寶石
衛斯理在警局辦完手續以後，便著手找寄信人「米倫太太」。他去到寄信人住址，應門卻是一名十一二歲的墨西哥女孩，名叫姬娜，她表示米倫太太早在半年前逝世，米倫太太臨終前託姬娜和她母親基度太太將此信寄出，但她們卻忘記了，一直放了半年才寄出。談話期間，姬娜的媽媽基度太太出現，衛斯理向基度太太告訴事情的因由，但基度太太態度不友好，表示不知米倫太太的信寄去哪裡後，便下了逐客令。衛斯理本就此離開，轉身卻瞥見基度太太手上一枚極品的紅寶石戒指，他非常震驚，衛斯理對珠寶有相當深刻的研究，看得出紅寶石品質之好，有錢也不一定能買到，於是想追查婦人的來歷和紅寶石戒指的由來。

### 獨居十年的金髮女子
衛斯理從姬娜口中得知，米倫太太不是老太婆，而是一個金髮美女，衛斯理想辦法和基度太太交談，他知墨西哥人十分迷信，故意將話題轉到米倫太太的遺願，說如果未能完成死者的遺願會令死者不能安息，基度太太因此害怕米倫太太遺願不能實現會影響到她本人，便允許衛斯理觀看米倫太太的遺物，看看可否從中找到信件寄去的地址。米倫太太的遺物是一盒有刻工精緻的暗紅色木箱和一尊造型古怪的雕像，似乎紅寶石戒指也是米倫太太的遺物之一。衛斯理弄開木箱，內裡有一疊色彩繽紛的織錦，與及刻有浮雕、銀圓大小般的銅片。他因著好奇心，把一枚銅片偷去，打算給古物專家研究。

### 超時代的文明
衛斯理將銅片交給一群老學究組成的考古俱樂部，然而俱樂部的成員不認為它是古物，其後另一名考古俱樂部成員貝教授到達，貝教授一看金屬片上的文字，是墨西哥新發現的古代文明，貨幣上的文字與石碑上的文字同源，若以時間計算，那金屬片可算是世界上最早的貨幣。貝教授要求衛斯理將米倫太太的信件打開，但出於尊重寄信人的前提，衛斯理拒絕擅自拆閱他人的信件。於是考古俱樂部決定高價收購米倫太太的遺物，但衛斯理上門詢問基度太太意願時，她臨時回來的丈夫基度卻一口拒絕，並將衛斯理趕了出去。姬娜走出來為父親道歉，稱父親的行為是因為暗戀米倫太太所致。衛斯理從姬娜口中得知，米倫太太是一個風華絕代的美女，衛斯理不置可否。

### 她是火山女神
衛斯理其後到僑民管理處，查找米倫太太的資料，竟無任何記錄，倒有基度一家的記錄。根據記錄，基度的職業是火山觀察員，十年前移居香港，而基度的原居地，就是信件寄去的地址墨西哥古星鎮，於是衛斯理懷疑基度夫婦為錢謀害米倫太太。當晚衛斯理喬裝跟隨基度到酒吧中，期望趁他喝醉時套取米倫太太的秘密。在酒吧喝醉的基度向衛斯理訴說他在十年前發現米倫太太的經過。原來十年前，墨西哥火山爆發，身為火山觀察員的基度發現她在半山腰上，還企圖穿過熔岩，回頭向山上的火山口攀去，基度叫她也不理，後來基度在路旁遇見她，便把她帶回家，她似乎是那次火山爆發的產物，基度認為米倫太太是火山女神。衛斯理將他送回家。根本不想理一個醉漢的胡言亂語。可是翌日下午，衛斯理從姬娜的電話中，才得知基度因傷心過度已跳海自殺，其太太也答應轉讓米倫太太的遺物，之後返回墨西哥定居。而衛斯理也決定前往米倫太太最初出現的地方--墨西哥古星鎮，以了解事情的真相。

### 西方陣營的間諜
幾日後，衛斯理在臨出發到墨西哥了解這信件前，再上基度太太的家，卻被蘇聯特務季洛夫上校綁至潛水艇內。奇蹟的是，衛斯理發現米倫太太竟然未死，被當成西方陣營的間諜。獨自被關在潛艇中的小船艙。原來七、八日之前米倫太太表示要求基度協助她自殺，原本基度會將她推落大海，但最終不忍，把她放在一隻小船上，基度一家之後向別人訛稱米倫太太已死去半年。米倫太太獨自在大海上漂流，其後小船被蘇聯潛水艇發現，並誤會為西方陣營的間諜。這艘潛艦的首長是肯斯基少將，另外還有三個似乎來自蘇聯高層的神祕人物。衛斯理最後用計制服神祕人物三人其中一個後，成功帶同米倫太太乘坐小潛艇逃走，卻失事撞毀。米倫太太在劇烈撞擊中死去，在礁石上煎熬三天，獨自存活的衛斯理，其後被漁船救起，米倫太太的屍體卻被大海沖走了。

### 一艘太空船
衛斯理到達墨西哥，才發現收信人尊埃牧師已死，因此便到其墳墓前讀出信件。之後衛斯理憑著信中線索來到一火山口，發現一個隱藏在火山岩石中的奇門，在這扇門的後面，到底隱藏了什麼秘密?讓人好奇。衛斯理用米倫太太的鎖匙，開啟門後，入內發現身處空間是一座升降梯，等到升降梯到達底部。衛斯理發現存身的空間原來是一個太空船，打開其中設施電源後，點亮巨大的螢幕，螢幕顯示未來時代的幻燈片及一艘太空船航行的紀錄。衛斯理同時發現在一個透明柱子中，內有一個人，是米倫先生屍體。

### 徹底的迷失
衛斯理他離開太空船艙，搭上升降梯離開太空船，打算將這個巨大發現通知墨西哥政府。然而衛斯理離開不久，火山便爆發，太空船也因而深埋地底。而基度太太在墨西哥因過份炫耀賣出米倫太太遺物後所得的財富而被劫殺，其女姬娜則不知所終。直到《天書》中才又有她的消息，原來被米倫太太的同伴們帶走了。

### 誰是地球人
衛斯理求教一位朋友，認為米倫他們是地球前一個時代的人，在太空旅行中因為時間變慢而迷失方向來到百萬年後的地球。

## 廣播劇
本故事亦曾經被改編成廣播劇。
- 香港商業電台以粵語於1987年星期一至五，每日下午三時正首播《奇門》廣播劇，合共11集。為商台衛斯理廣播劇系列第十九個故事。
  - 監製：金貴
  - 改編：唐寧
  - 配音
    - 朱子聰 飾演 衛斯理
    - 錢佩卿 飾演 白素
    - 莫佩雯 飾演 姬娜·基度
    - 翠碧　 飾演 米倫太太
    - 馬淑逑 飾演 基度太太
    - 金貴　 飾演 基度·馬天奴
    - 李錦　 飾演 季洛夫上校
    - 周永坤 飾演 肯斯基少將
    - 甄惠儀 飾演 頑童
    - 何錦榮 飾演 圍觀途人
    - 楊廣培 飾演 貝教授
    - 甄錦華 飾演 古物俱樂部會員
    - 葉佳　 飾演 古物俱樂部會員
    - 陳永信 飾演 丁科長
    - 李少蕙 飾演 黃小姐(僑民管理處女職員)
    - 陳永信 飾演 葛里牧師
    - 陳森　 飾演 奇勒(墨西哥人，原創角色)
    - 吳忠泰 飾演 酒保(第3集)/衛兵(第6集)/軍官(第7集)/小鬍子警官(第10集)